# Bâtiment de l'école Janko Veselinović de Šabac
Le bâtiment de l'école Janko Veselinović de Šabac (en serbe cyrillique : Зграда школе Јанко Веселиновић у Шапцу ; en serbe latin : Zgrada škole Janko Veselinović u Šapcu) se trouve à Šabac, dans le district de Mačva, en Serbie. Il est inscrit sur la liste des monuments culturels protégés de la république de Serbie (identifiant no SK 1549),,.

## Présentation
Le bâtiment, situé 48 rue Karađorđeva, a été construit entre 1885 et 1887 pour abriter une école élémentaire, ; par son style architectural, il est caractéristique de l'éclectisme. L'école a ouvert ses portes pendant l'année scolaire 1887-1888.
Édifié en retrait de l'alignement de la rue, l'école est bâtie sur un plan qui épouse la forme de la lettre cyrillique « Г » : la partie la plus longue du bâtiment s'avance dans la cour, tandis que la partie la plus courte s'étend face à la rue. L'édifice est constitué d'un rez-de-chaussée et d'un étage. La façade sur rue est conçue de manière symétrique, tandis que l'entrée est située à l'angle de la construction ; les hautes fenêtres rectangulaires, dotées de balustrades aveugles décoratives, sont disposées de façon régulière, regroupées en deux groupes de trois légèrement espacés, tandis que les ouvertures situées à l'étage, au-dessus de l'entrée et à l'autre angle de la façade, sont dominées par des frontons triangulaires, ; au rez-de-chaussée comme à l'étage, les fenêtres latérales sont encadrées de pilastres avec des chapiteaux décoratifs. Le rez-de-chaussée et l'étage sont séparés par un cordon et la corniche du toit est soutenue par de petites consoles décoratives formant comme une frise. Le toit à deux pans est recouvert de tuiles.

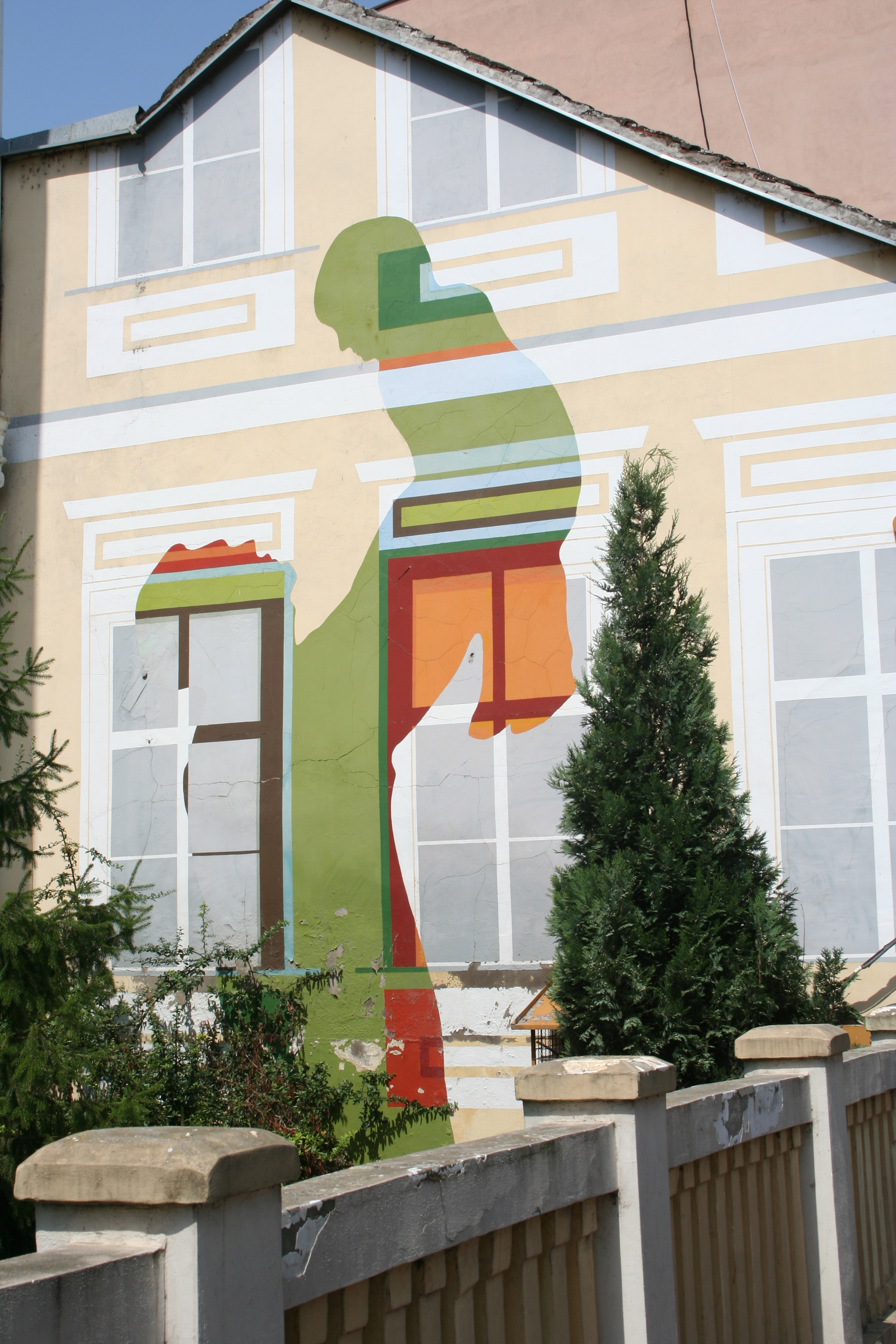
Une peinture murale.